# Calabarzon
Calabarzon est une région des Philippines, également appelée région IV-A. Sa capitale est Calamba (province de Laguna). Le nom est un composé de celui des cinq provinces qui composent la région : 
- Cavite,
- Laguna,
- Batangas,
- Rizal et
- Quezon.

Calabarzon et Mimaropa formaient auparavant la province de Tagalog Sud avant d'en être séparées en 2002.